# Hermann Bayer (Maler, 1829)
Johann Otto Hermann Bayer (* 23. Februar 1829 in Kunitz; † 16. November 1893 in Breslau) war ein deutscher Genremaler, Zeichner und Lehrer.

## Wirken

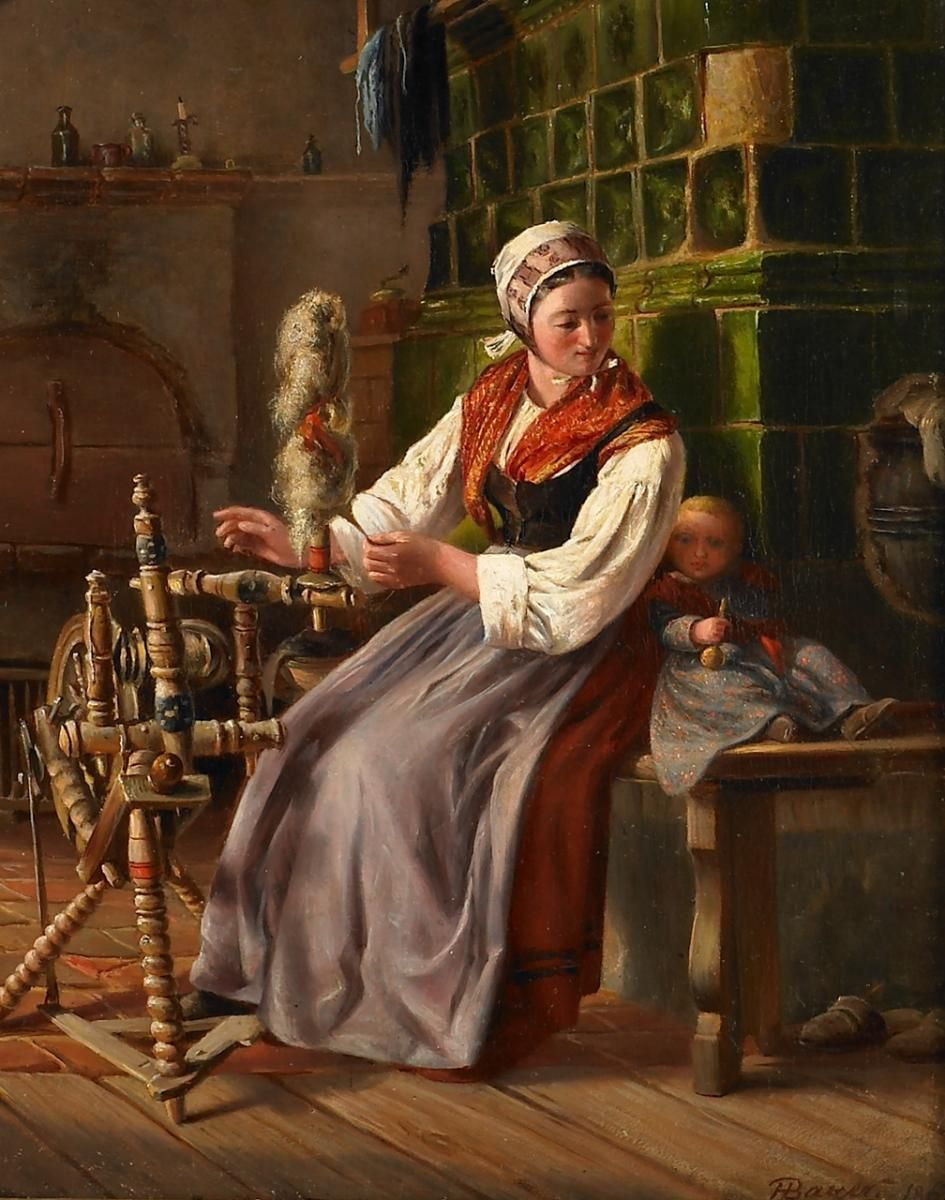
Mutter mit Kind am Spinnrad

Hermann Bayer lernte bei Carl Steffeck an der Berliner Akademie.
Als Zeichenlehrer war er danach in Liegnitz, in Guben und in Breslau tätig. In Breslau gründete er dann auch eine eigene Zeichenschule. Gertrud Staats war beispielsweise Schülerin bei ihm. Bayer malte insbesondere Landschaftsmotive und Stillleben. Er hinterließ ein umfangreiches Werk.

## Familie
Seine Tochter Käthe (1860–1942) heiratete den Mediziner und Geheimrat Oskar Robert Dyhrenfurth (1850–1932). Aus der Ehe ging der Geologe und Bergsteiger Günter Oskar Dyhrenfurth hervor.